# 2015年美國
|        | 美國歷史 \| 美國歷史年表                                                                                                   |
| 世紀： | 20世紀美國 \| 21世紀美國 \| 22世紀美國                                                                                     |
| 年代： | 1980年代美國 \| 1990年代美國 \| 2000年代美國 \| 2010年代美國 \| 2020年代美國 \| 2030年代美國 \| 2040年代美國               |
| 年份： | 2011年美國 \| 2012年美國 \| 2013年美國 \| 2014年美國 \| 2015年美國 \| 2016年美國 \| 2017年美國 \| 2018年美國 \| 2019年美國 |
| 紀年： | 美国独立239周年 |

## 聯邦政府

總統：贝拉克·奥巴马
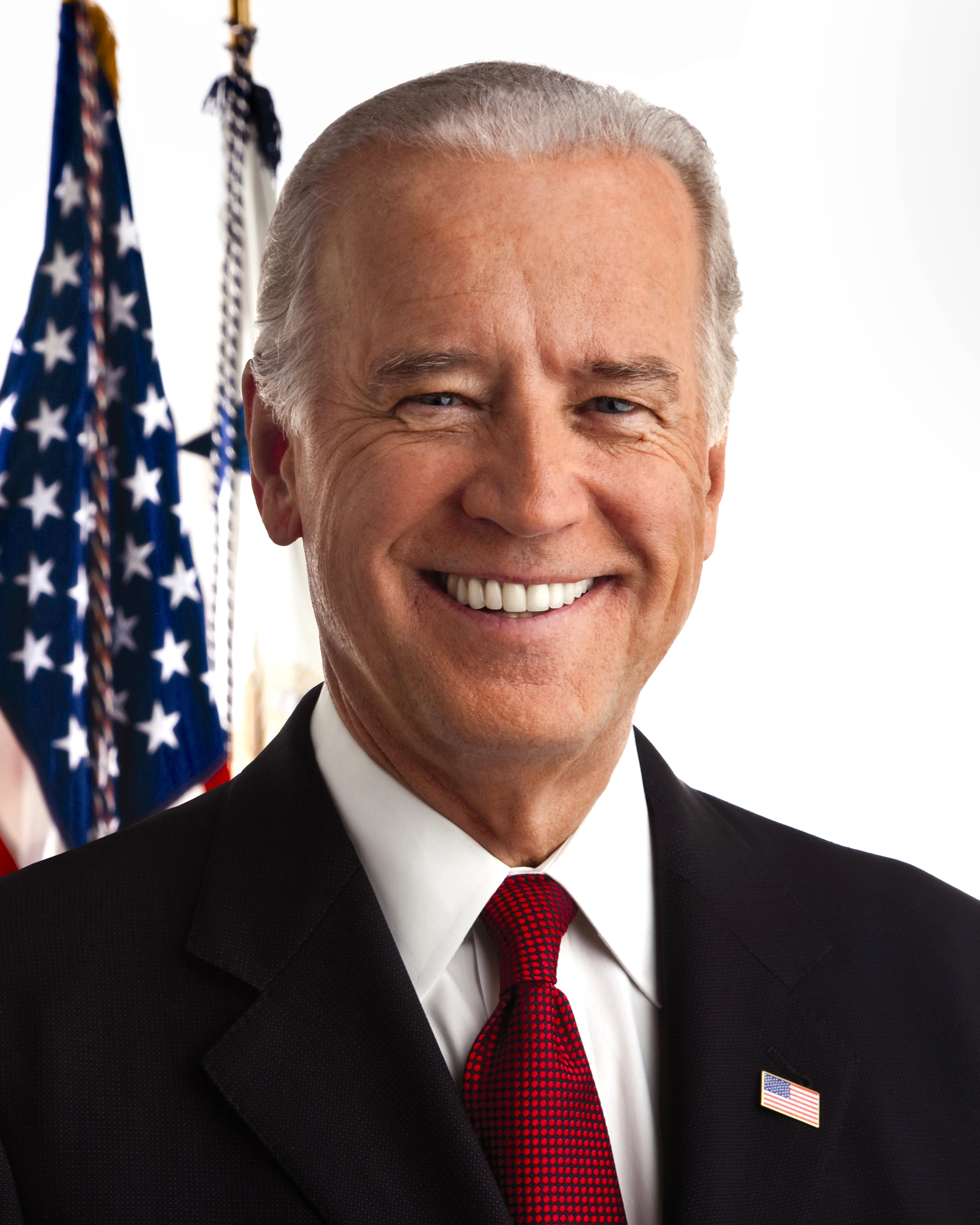
副總統：乔·拜登
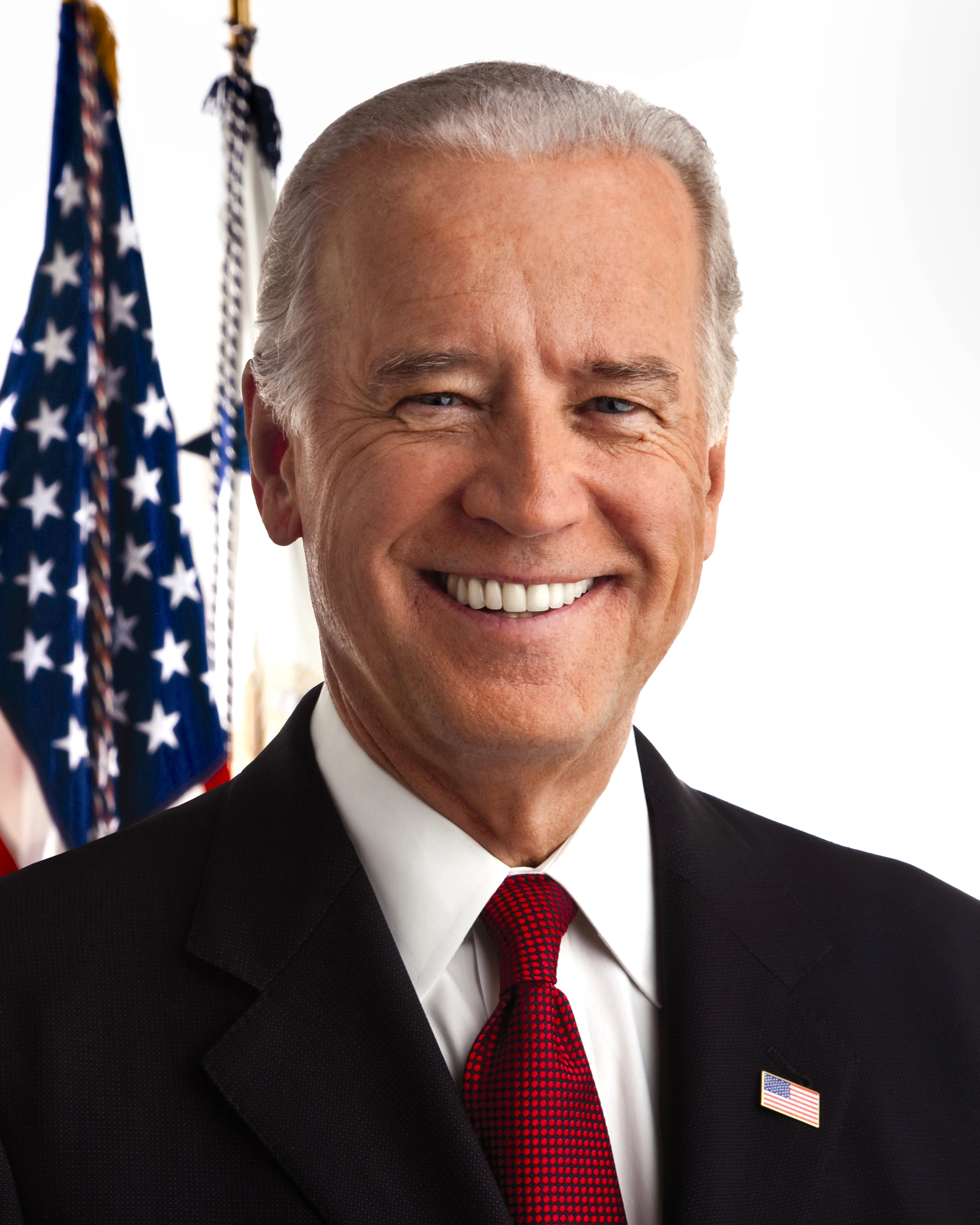
參議院議長：喬·拜登（副總統兼任）
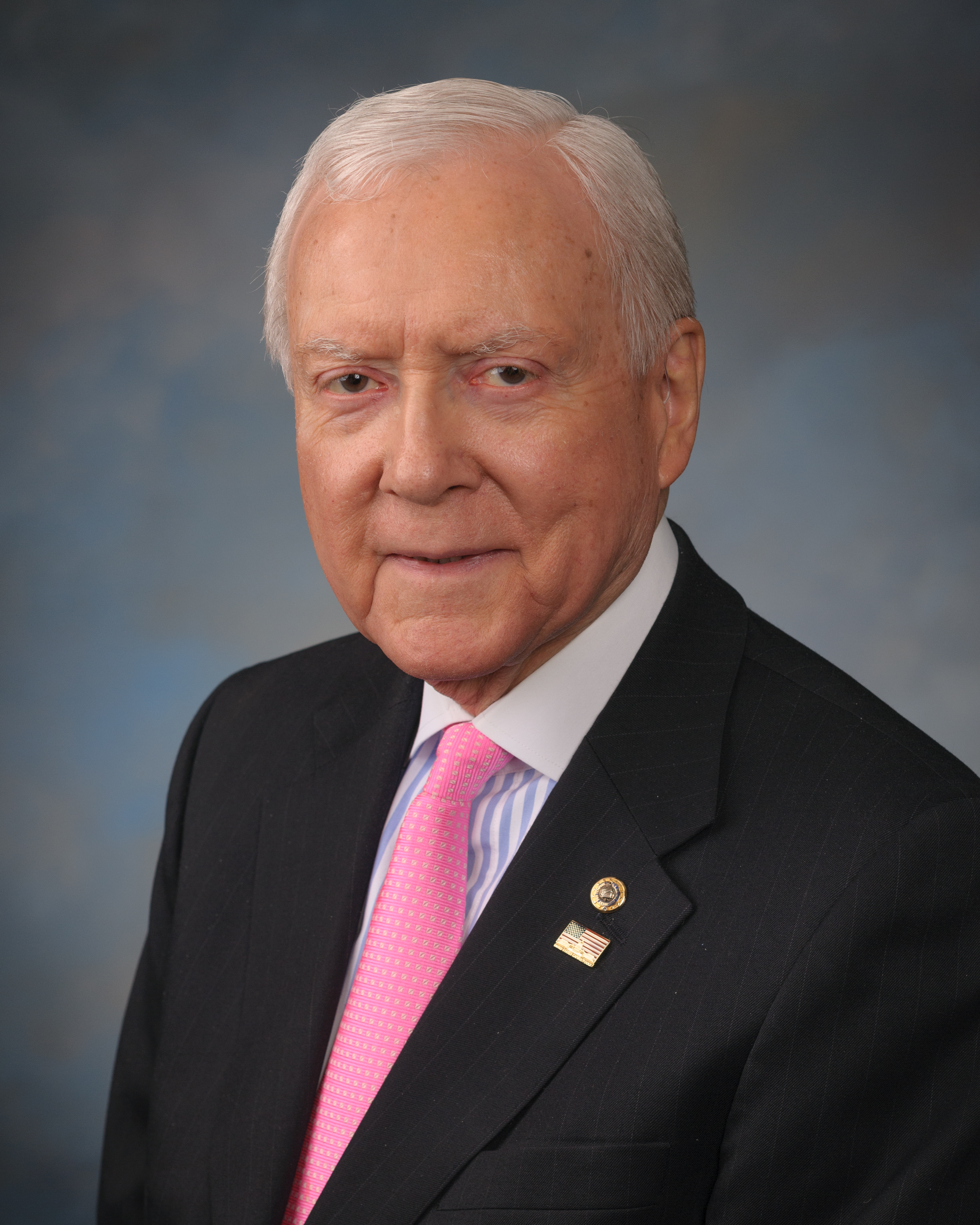
參議院臨時議長：奧林·哈奇
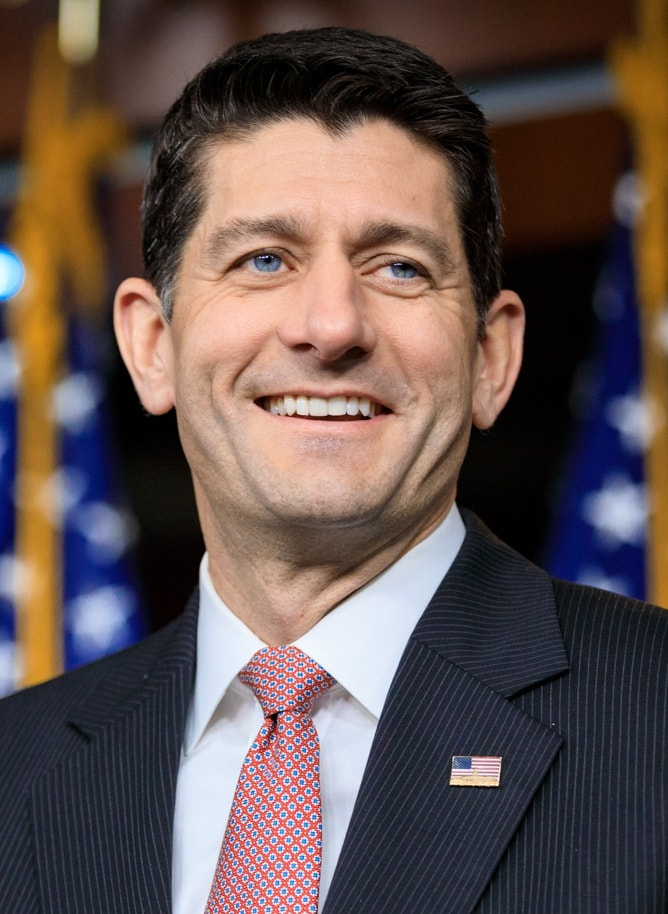
眾議院議長：保羅·萊恩
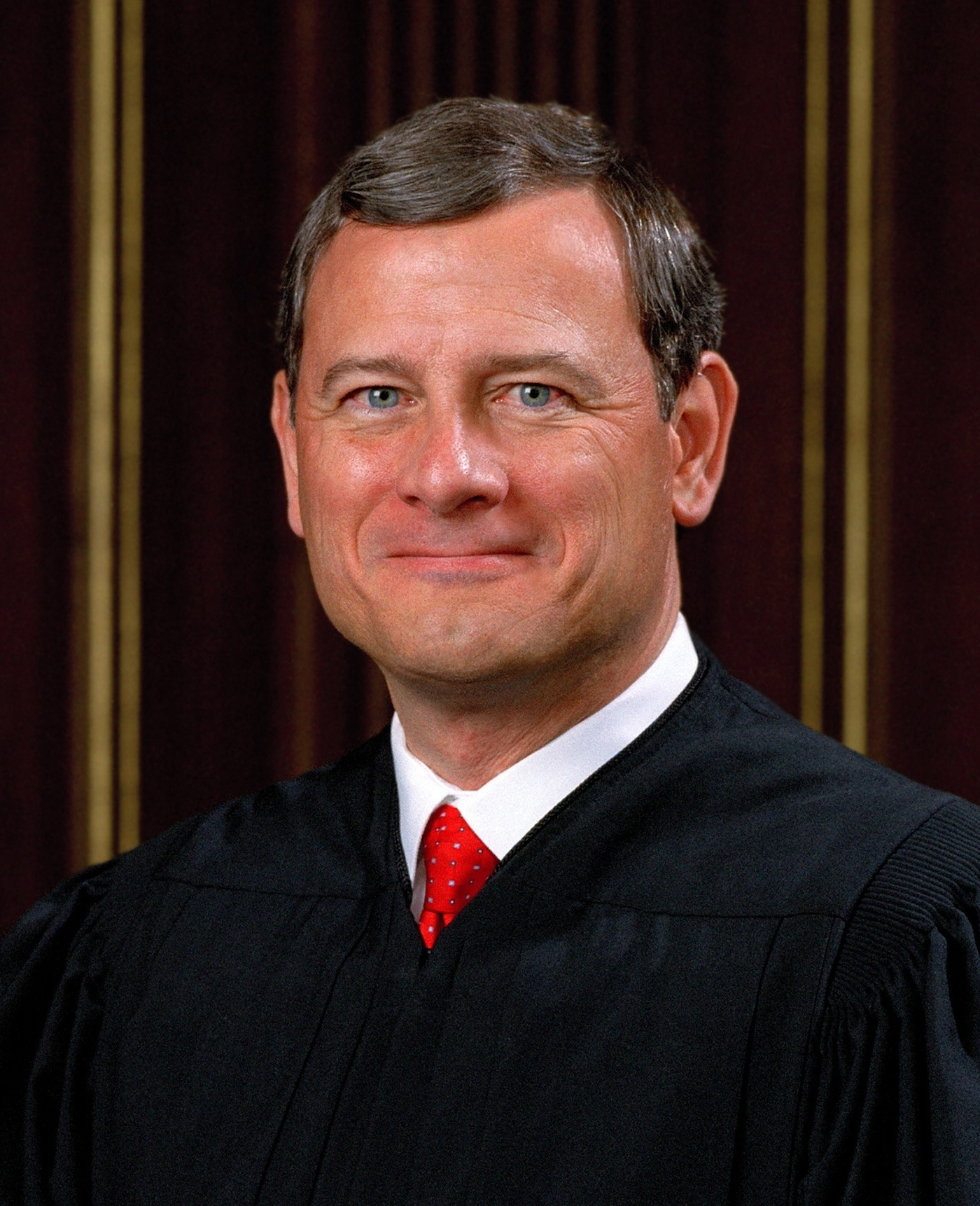
首席大法官：約翰·羅伯茨

### 成員變動

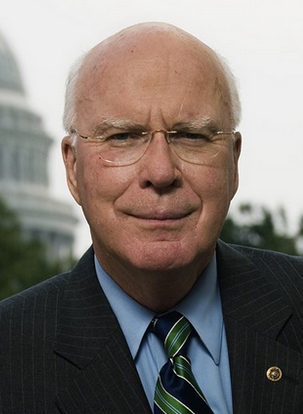
參議院臨時議長：派屈克·萊希（任期屆滿）
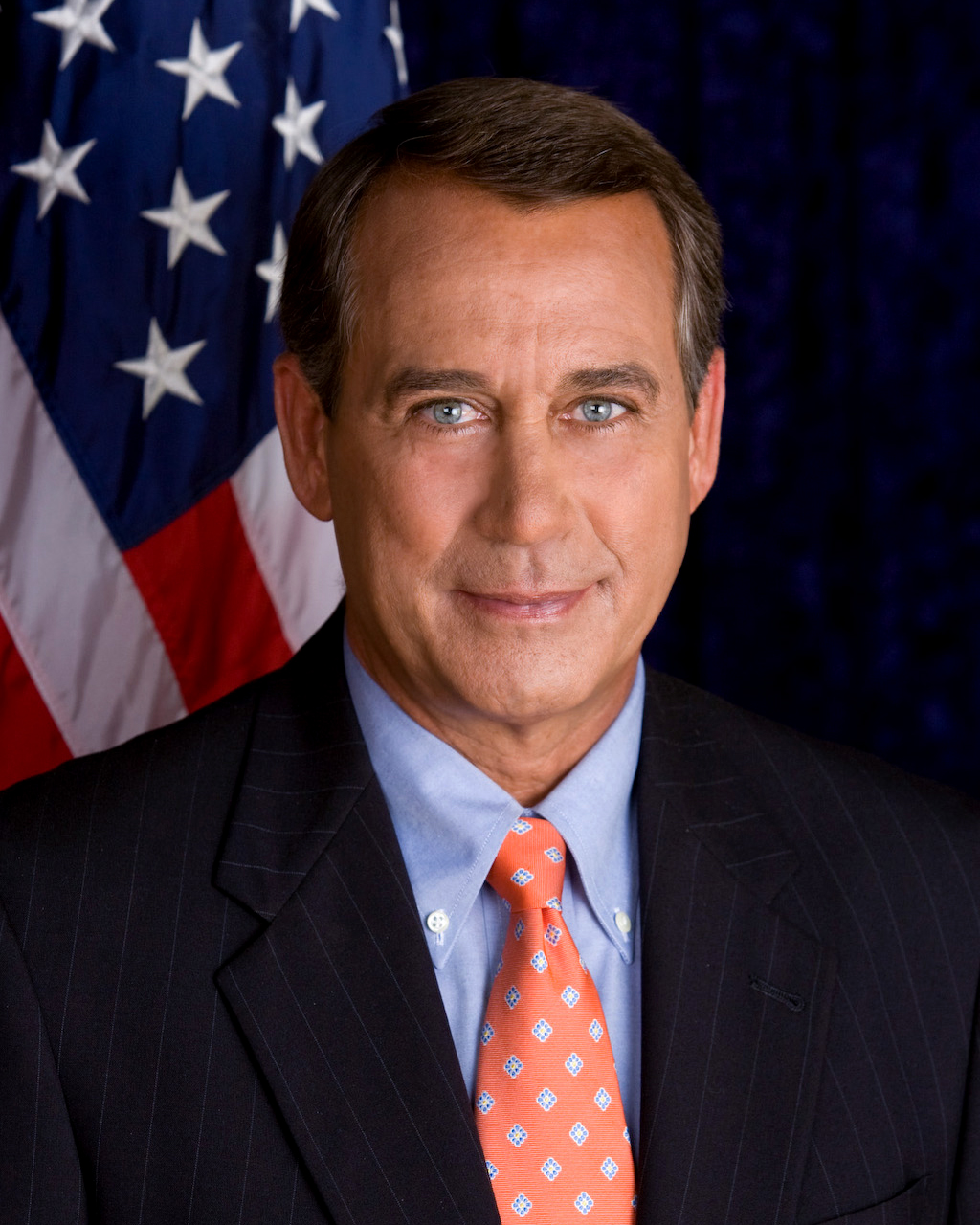
眾議院議長：約翰·博納（辭職）

## 大事時序

### 1月
- 1月6日，加利福尼亞高速鐵路舉行動土儀式。[1]

### 3月
- 3月28日，有中国籍留学生在加利福尼亚州罗兰岗参与殴打一名16岁的中国籍女孩，两天后另一名中国籍女孩也被袭击。事件发生之后，所有涉案人员都被警方控制。2016年，他们都已被判刑。[2]

### 6月
- 6月16日，唐納·川普宣佈參選2016年美國總統選舉的共和黨初選。[3]

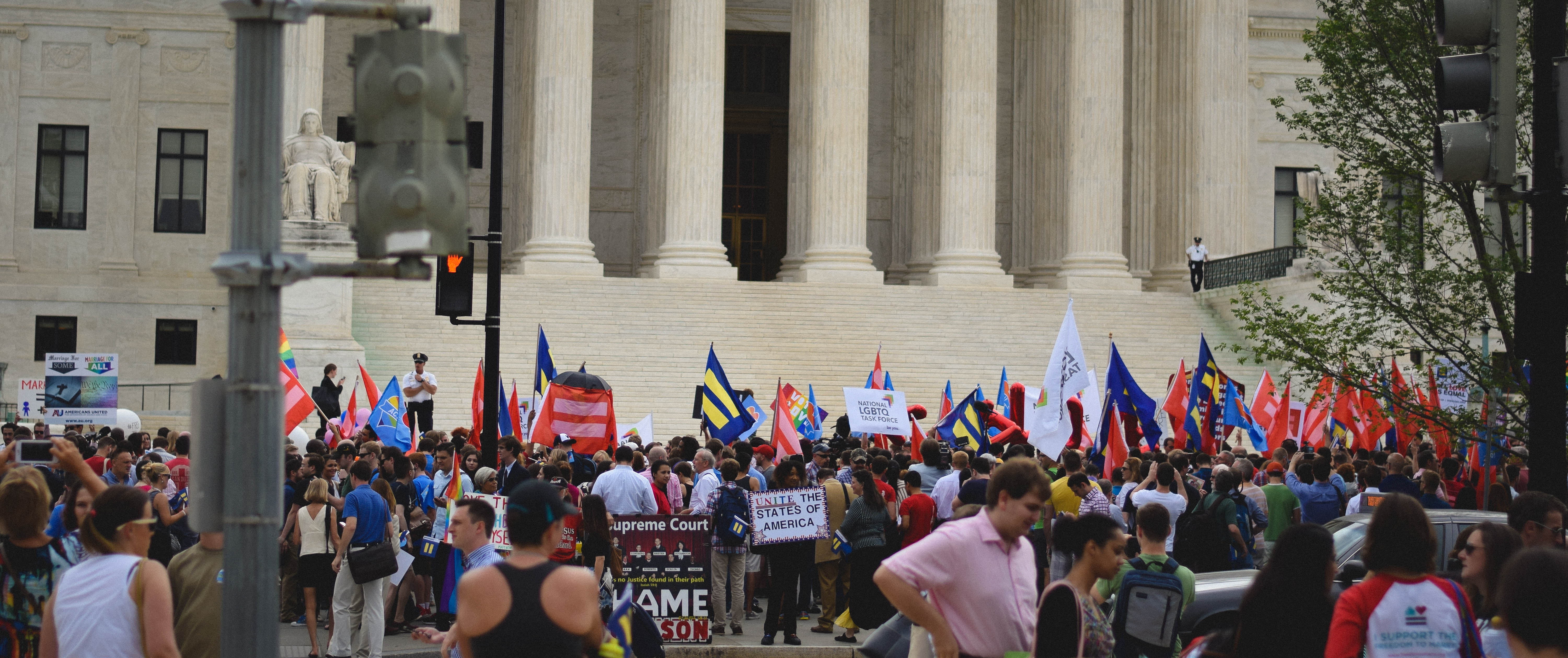
大量人群聚集在美國聯邦最高法院門外，等候全美國同性婚姻合法化的裁決

- 6月26日，美國聯邦最高法院歷史性裁定全美國同性婚姻合法化，同性平權向前邁出一大步，支持者無不歡呼雀躍。法官肯尼迪在判詞中，駁斥反對者指摘同性婚姻藐視傳統的謬誤，反而認為同性婚姻能擴展婚姻制度，令婚姻制度更完滿。[4]

### 7月
- 7月14日，美國太空總署探測器新視野號，經過9.5年旅程，成功飛越冥王星，並在越過13小時後將數據傳回地球。美國太空總署署長博爾登形容是歷史一刻：「再一次，我們締造歷史，美國成為首個到達冥王星的國家。這個任務讓我們，完成探索太陽系每一個行星。」控制中心人員說，新視野號運作良好，將會陸續傳送近距離拍攝的冥王星，與其5個衛星的照片，以及其他科研數據，預計整個過程需時16個月。經歷9年半時光，飛越近50億公里，新視野號終於在協調世界時7月14日11時49分在距離冥王星表面約12,000公里掠過，成為首個靠近冥王星的人類探測器。最新觀測數據顯示，冥王星直徑約為2,370公里，即約3分2個月球這麼大，比科學家原本估計的大。新視野號的計劃再次激起天文學界對於冥王星是否屬於行星的爭議，1930年被發現的冥王星曾長期視為太陽系第9大行星。但後來科學家發現，冥王星位於的古柏帶，有其他相當大小的星體，而且軌道與海王星重疊，無法滿足行星軌道內沒其他天體的條件，2006年被剔出九大行星之列。[5]
- 7月15日，美國太空總署發布探測器新視野號飛越冥王星時拍下的照片，顯示冥王星體上有冰山，海拔達3,500米，與地球上的洛磯山脈差不多高，並發現氮的表層已受侵蝕或擦掉。這個發現令科學家相當驚喜，因為這反映冥王星地質活動現今仍活躍，而且地質活動並非受外部壓力改變，而是沿自內部熱力。科學家又從新視野號傳回的照片中見到冥王星的天然衛星上有峽谷，而且看上來比地球上的更深，亦發現衛星出乎意料地沒有被隕石撞擊過而形成的坑。新視野號亦觀察過冥王星另外四個體積較小的天然衛星，其中衛星許德拉在2005年被發現，但科學家大概只知道它外型呈不規則。而由新視野號拍下一張較低像素相片能見到許德拉形狀像薯仔，長與寬度大約43及33公里，並相信它表面亦是由冰覆蓋。傳回的照片相信有助了解冥王星和衛星形成過程。[6]
- 7月17日，美國太空總署公開更多探測器新視野號飛越冥王星時拍下的照片，發現冰山旁邊有廣闊平原，上面有山丘及細小洞穴。新視野號近距離拍攝到冥王星體表面，在已命名為「湯博」的心型區域，除了有冰山，還發現冰山旁邊有冰封平原，估計形成不足一億年，平原由多個狹窄低谷環繞，分割成多個不規則區域，每個有約20公里寬，上面有多座山丘及一些細小洞穴。科學家將這平原暫時命名為「史普尼克平原」，向1957年發射的全球首顆人造衛星，前蘇聯製的史普尼克1號表達敬意。由於預計需時16個月才將所有數據傳回地球，科學家相信會陸續揭示更多冥王星的面貌。新視野號科學家斯特恩表示：「探測器正處於冥王星二百萬哩位置，探測器正按計劃運作，並相信太陽系將最精彩的發現留在最後。」至於之前傳回照片中發現的冰山暫時命名為「諾蓋山脈」，以紀念1953年征服珠穆朗瑪峰的登山者諾蓋。[7]

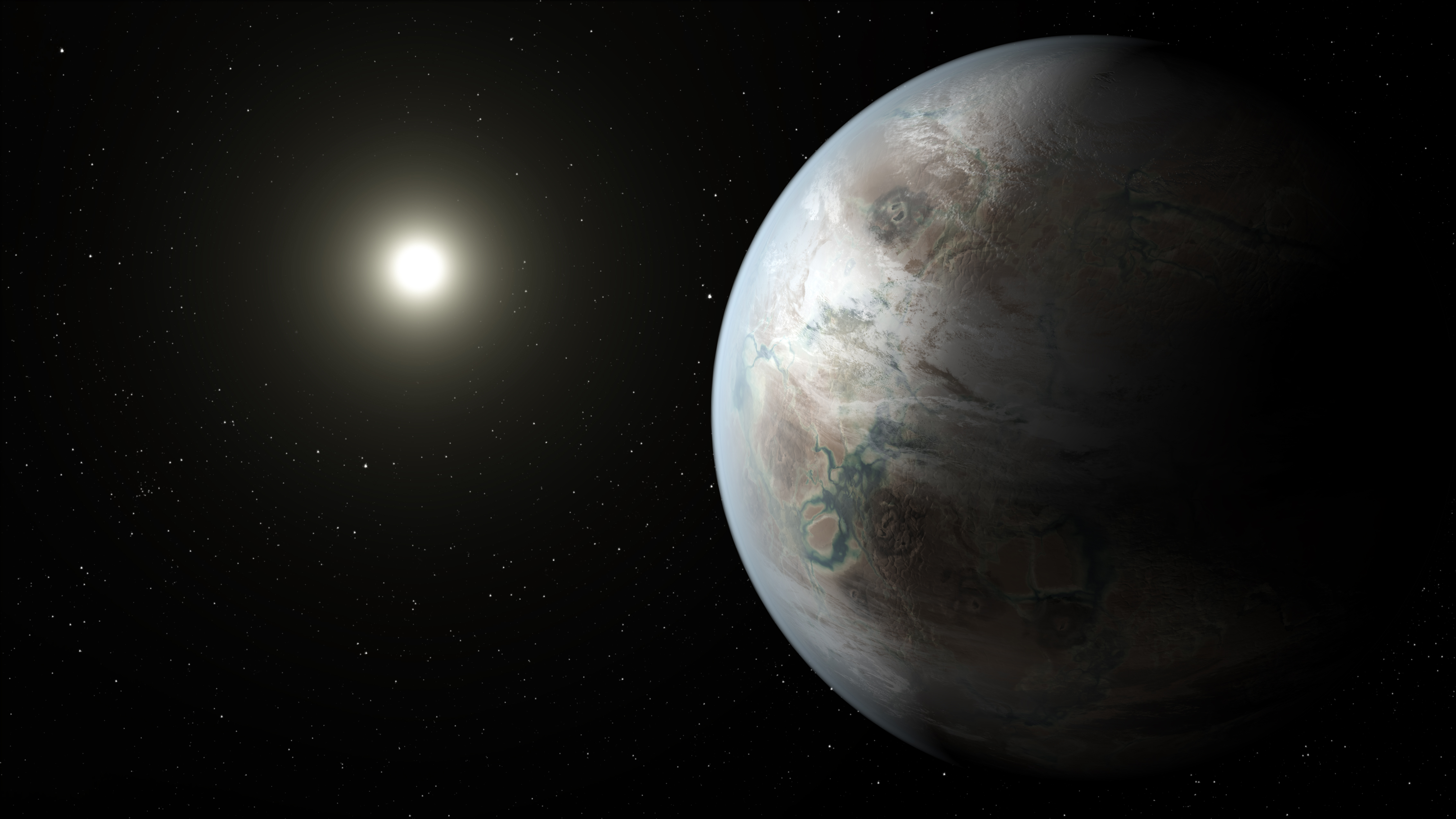
開普勒452b行星（右）構想圖

- 7月23日，美國太空總署宣佈，通過開普勒望遠鏡在外太空發現至今最類似地球的太陽系外行星，它比地球大，距離地球約1400光年，若以目前人類所發射最快的飛行器新視野號的速度也需要2,580萬年才能到達[8]。這顆名為開普勒452b的行星被形容為「地球2.0」，因為它是至今發現與地球最相似的行星。開普勒452b位於天鵝座，直徑大地球六成，估計已經存在60億年。它圍繞的G2型恆星與太陽相似，比太陽多15億年歷史及明亮多兩成。雙方的距離，亦與地球及太陽之間的距離差不多，公轉一圈需要385天。美國太空總署指之前已發現近2,000顆系外行星和3,000多顆候選行星，但開普勒452b是目前為止與地球條件最接近的一顆。天文學家估計，若開普勒452b是一顆岩石行星，質量可能是地球5倍，表面可能有火山活動，重力將是地球2倍。另外，因為它位於宜居帶、氣溫適宜、體積不大，理論上可形成液態水，符合生物生存的條件。耗資6億美元的開普勒望遠鏡，2009年發射升空，專門搜尋太陽系外類似地球的行星。[9]

### 12月
- 12月2日，加州聖貝納迪諾發生恐怖襲擊，包括兩名兇徒在內共16人喪生。[10]
- 12月17日，美国参议院通过了全球马格尼茨基人权问责法。[11]
- 12月28日，陪审团裁定塔米尔·莱斯枪杀案的两名涉案警员无罪。[12]

## 逝世
- 1月1日，馬里奧·科莫（82歲），美國政治人物，前任紐約州州長（1983－1994年），死於心臟病。[13]